# ورزشگاه بهارالدین سیرگر
ورزشگاه بهارالدین سیرگر (به لاتین: Baharuddin Siregar Stadium) یک ورزشگاه در اندونزی است که در Lubuk Pakam واقع شده‌است.